# Бобук
Бобукът (Trichosurus caninus) е вид бозайник от семейство Phalangeridae.

## Разпространение и местообитание
Разпространен е в Австралия.